# 케냐 항공 507편
케냐 항공 507편은 2007년 5월 5일 카메룬에서 발생한 항공 사고이다. 사고 원인은 제어사가 공간 지식의 상실 조로 빠져 조종을 잘못이었다. 탑승하고 있던 114명 전원이 사망했다.

## 탑승자의 국적
| 국적                | 승객 | 승무원 | 총  |
| ------------------- | ---- | ------ | --- |
| 부르키나파소        | 1    | 0      | 1   |
| 카메룬              | 36   | 0      | 36  |
| 중앙아프리카 공화국 | 2    | 0      | 2   |
| 중국                | 5    | 0      | 5   |
| 코모로              | 2    | 0      | 2   |
| 콩고 민주 공화국    | 2    | 0      | 2   |
| 콩고 공화국         | 1    | 0      | 1   |
| 코트디부아르        | 6    | 0      | 6   |
| 이집트              | 1    | 0      | 1   |
| 적도 기니           | 2    | 0      | 2   |
| 가나                | 1    | 0      | 1   |
| 인도                | 15   | 0      | 15  |
| 아일랜드            | 1    | 0      | 1   |
| 이스라엘            | 1    | 0      | 1   |
| 케냐                | 3    | 6      | 9   |
| 대한민국            | 1    | 0      | 1   |
| 말리                | 1    | 0      | 1   |
| 모리타니            | 1    | 0      | 1   |
| 모리셔스            | 1    | 0      | 1   |
| 니제르              | 3    | 0      | 3   |
| 나이지리아          | 6    | 0      | 6   |
| 세네갈              | 1    | 0      | 1   |
| 남아프리카 공화국   | 7    | 0      | 7   |
| 스웨덴              | 1    | 0      | 1   |
| 스위스              | 1    | 0      | 1   |
| 탄자니아            | 1    | 0      | 1   |
| 토고                | 1    | 0      | 1   |
| 영국                | 4    | 0      | 4   |
| 미국                | 1    | 0      | 1   |
| 합계                | 108  | 6      | 114 |

## 사고 원인
카메룬 민간 항공기구 (Cameroon Civil Aviation Organization)가 조사를 실시하고 최종 보고서가 2010년 4월 28일에 발표되었고, 사고의 원인은 파일럿 오류였다. 조종사는 미터가 야간 지표 지표에서 확인되지 않았기 때문에 공간 지식의 손실로 떨어졌다. 승무원 들간의 조정 부족과 비행 감시 절차 미준수도 사고에 기여했다.